# Mairgréag Ní Chearbhaill
Mairgréag Ní Chearbhaill (anglisiert Margaret O’Carroll, auch genannt Máireg Bean Uí Chonchubhair Fáilghe,,   Margaret O’Connor oder Failge; * unbekannt; † 1451 in Irland) war eine irische Adlige, die bekannt war für ihre Gastfreundlichkeit und Frömmigkeit. Sie trug den Beinamen Mairgréag an Einigh (sinngemäß „Margaret von der Gastfreundschaft“) nach zwei berühmten von ihr gegebenen Festen im Jahr 1433. 1445 brach sie zu einer Pilgerreise nach Santiago de Compostela auf.

## Leben und Familie
Mairgréag Ní Chearbhaill war die Tochter von Tadhg Ó Cearbhaill, dem Häuptling von Éile (Ely),. Vieles über ihr frühes Leben ist unbekannt, aber es ist wahrscheinlich, dass sie als Kind des Häuptlings von Éile bei einer prominenten irischen Familie in der Gegend aufgewachsen ist. Anfang des 15. Jahrhunderts heiratete sie Calbhach Ó Conchobhair Failghe (Calvach O’Connor Faly, † 1458), den König von Uíbh Fhailghe (anglisiert Offaly, aber auch das heutige County Laois umfassend).
Calbhach war bekannt dafür, ein Experte für Raubzüge zu sein. In seinem Nachruf in den Annalen der vier Meister wird er als ein „man who never refused the countenance of many, and who had won more wealth from his English and Irish enemies than any lord in Leinster“ bezeichnet.
Mairgréag Ní Chearbhaill hatte sieben Kinder, fünf Söhne (Conn († 1440), Cathal († 1448), Feidhlim († 1451), Brian († 1452) und Tadhg († 1471)) und zwei Töchter (Mór († 1452) und Fionnghuala († 1493)).
Ihre Tochter Fionnghuala heiratete zweimal. Ihre erste Ehe war mit Niall Garbh Ó Domhnaill († 1439), dem König von Tír Conaill. In einem um 1425 geschriebenen Gedicht anlässlich ihrer zweiten Ehe mit  Aodh Buidhe Ó Néill († 1444) finden sich Bezüge zu ihrer Großzügigkeit und der ihrer Mutter Mairgréag:

“Fionnghuala’s splendour is so great that no woman can be set above her. From her girlhood – high praise! – her mother’s nature shows in her; ere she came to a husband she was pregnant with generosity.”

## Feste
Mairgréag Ní Chearbhaill war berühmt für ihre Gastfreundschaft. Überliefert sind insbesondere zwei großartige Feste im Jahr 1433: eines am 26. März in Killeigh, Offaly, und eines am 15. August in Rathangan, Kildare. Nach den Annalen von Connacht wurde am 25. März 1433 „eine allgemeine Einladung verkündet von Mairgréag Ní Chearbhaill zu einem Fest des (der zwei) Heiligen Sinchell in Killeigh und ein zweites zum ersten Marienfeiertag im Herbst in Rathangan für die, die nicht mit ihr in Killeigh feiern konnten, so dass sie alle Bittsteller Irlands zufrieden gestellt hat“.
In einem Nachruf auf Margaret, der in Übersetzung in einer Reihe irischer Annalen aus dem 17. Jahrhundert zu finden ist, liefert Duald Mac Firbis ausführlichere Einzelheiten zu den Ereignissen dieser beiden Feste. Laut Mac Firbis wurden beim ersten Fest 2.700 Menschen bewirtet und „Maelyn O’Maelconry one of the chiefe learned of Connaght, was the first written in that Roll and first payed and dieted or sett to super“. Während des Festes stand Margaret auf den Umgängen der Kirche, „in einen Mantel aus Gold gekleidet“, während ihr Mann Calbhach unten zu Pferd dafür sorgte, dass „alles geordnet abläuft“. Margaret soll auch zwei Waisenkinder während dieses Festes gepflegt oder gestillt haben. Das zweite Fest in diesem Jahr soll ebenso beeindruckend gewesen sein wie das erste.

## Frömmigkeit und Pilgerreise
In Kontrast zu diesem erzählten Festprunk begab sich Mairgréag Ní Chearbhaill 1445 auf eine Pilgerreise nach Santiago de Compostela. Mairgréag schloss sich auf dieser Reise einer Gruppe irischer und anglo-irischer Adliger an, darunter Mac Diarmada, Häuptling von Moylurgh (Roscommon), Mac Eochacáin, Häuptling von Cemél Fiachach, Ó Drisceoil Óg, Häuptling von Collybeg (im Südwesten von Cork), Gerald Fitzgerald und Eibhlin mac Thomáis Ó Fearghail. Am Ende überlebten nur Mairgréag, Mac Diarmada und Mac Eochacáin die Pilgerreise. Gerald Fitzgerald und Eibhlin mac Thomáis Ó Fearghail starben in Spanien und Ó Drisceoil Óg starb auf See während der Rückreise nach Irland.
Zusätzlich zu ihrer Pilgerreise stiftete Mairgréag den Bau einer Reihe von Straßen, Brücken, Kirchen und Messbüchern um „Gott und ihrer Seele zu dienen“.
Auf ihrem Rückweg von Santiago de Compostela im Jahre 1445 gelang es Margaret zudem noch, einen Gefangenenaustausch zwischen den gälischen Iren und ihren englischen Nachbarn in Meath auszuhandeln. Eine größere Zahl Iren, darunter Mac Eochacáin von Cenél Fiachach, sein Sohn und Art Ó Máelachains Enkel, waren von den Engländern gefangen gesetzt worden während sie den Earl of Westmeath (Baron von Dealbhna) begleiteten. Um ihre Freiheit zu erlangen, ließ Margaret eine Reihe englischer Gefangener, die von ihrem Mann festgehalten wurden, frei und brachte sie zum Austausch nach Trim Castle. Für ihre Position und Rolle bezeichnend, dass die Quellen vermuten lassen, dass sie handelte, ohne Calbhach von ihren Plänen in Kenntnis zu setzen.

## Nachleben
Mairgréag wurde Augustinerinnen-Kanonissin im nahe gelegenen Killeigh, kurz bevor sie 1451 starb. Ihr Tod wurde von ihren Schutzbefohlenen betrauert: Der Chronist der Annalen von Connacht hielt fest, dass sie „the best woman of the Gaedil and the one who made the most causeways, churches, books, chalices and all articles useful for the service of a church […] she died of a cancer in the breast this year […] the darling of all the Leinster people“ (do ec do galur cigí in hoc anno). Später im selben Abschnitt wird jedoch festgestellt, dass sie tatsächlich „died of a disease which is not fitting to mention with her, namely leprosy.“ Dies könnte eine Folge von Verwechslungen im Originaltext sein, da ihr Sohn Feidhlim ebenfalls im selben Jahr verstorben sein soll.
Sie scheint in Killeigh begraben worden zu sein, wo ihr Mann nach seinem Tod 1458 begraben wurde. Sie wurde von mindestens vier ihrer Kinder überlebt: Conn, der König wurde und bis 1474 regierte; Cáthaoir; zwei weitere Söhne, die mit Cáthaoir 1476 von Conn wegen Rebellion gefangen genommen wurden; und mindestens eine Tochter.
Im 19. und frühen 20. Jahrhundert begann eine Reihe von Historikern, sich für das Leben von Mairgréag Ní Chearbhaill zu interessieren. Elizabeth Owens Blackburne, Autorin des romantisierenden Buches Illustrious Irishwomen (1877), beschrieb Mairgréag als eine „[…] high-bred and high-spirited gentle-woman […] of remarkable spirit and capacity“. Margaret war Gegenstand zweier Gedichte von Thomas D’Arcy McGee († 1868). Und L. M. McCrait beschrieb sie 1913 in einem Essay als „woman of culture and large mind, who loved and appreciated the society of the learned“.
Judy Chicago widmete ihr eine Inschrift auf den dreieckigen Bodenfliesen des Heritage Floor ihrer Installation The Dinner Party. Die mit dem Namen Margaret O’Connor beschrifteten Porzellanfliesen sind dem Platz mit dem Gedeck für Christine de Pizan zugeordnet.